# Петруши (Прилукский район)
Петруши (укр. Петруші) — бывшее село в Прилукском районе Черниговской области Украины. Село было подчинено Толкачовскому сельсовету.

## География
Было расположено юго-западнее села Толкачовка и севернее села Петровское. По состоянию местности на 1989 год было представлено одним отдельно стоящим двором. Севернее расположено кладбище, западнее канал.

## История
Впервые упоминается в 1781 году как хутор Петрушин. В 19 века на хуторе жили только казаки.
Было приписано к Покровской церкви в Толкачовке
В 1862 году на хуторе казачьем Петрушин было 5 дворов где жило 41 человек
Есть на карте 1869 года.
В 1911 году на хуторе Петрушин жило 250 человек
В 1925 году на хуторе насчитывалось 46 дворов и 224 человека, 1930 году — 51 двор и 250 человек, 1949 году — 58 дворов и 203 человека, 1971 году — 25 дворов и 67 человек. На хуторе был колхоз «18 партсъезд», который в распоряжении имел почти 400 га земли, животноводческую базу, кузню, мельницу, клуб, 292 голов скота, пасеку. 19 марта 1951 года колхоз был объединён с колхозом «Коммунар» в колхоз «имени Молотова» в селе Толкачовка. Статус села был присвоен в 1958 году. 
По состоянию на 1989 год нежилое. Решением Черниговского областного совета от 17.03.1994 года село снято с учёта, в связи с переселением жителей.